# Bernhard de Rudder (Bezirksoberamtmann)
Bernhard de Rudder (* 9. Oktober 1864 in Augsburg; † 26. Oktober 1929 in Miesbach) war ein deutscher Verwaltungsjurist und Bezirksoberamtmann.

## Leben
Bernhard de Rudder entstammte einer Familie, die aus Belgien kommend seit 1862 in Augsburg ansässig war. Über den beruflichen Werdegang gibt die Quellenlage nur wenig Aufschlüsse. Er studierte Rechtswissenschaften und wurde am 29. Oktober 1893 Assessor beim Bezirksamt Eschenbach in der Oberpfalz und 1898 in Garmisch-Partenkirchen. Zum 3. Januar 1904 wurde er als Bezirksamtmann mit der Leitung des Bezirksamtes Wolfstein betraut. Nach siebenjähriger Amtszeit wechselte er zum 1. Oktober 1911 in gleicher Funktion zum Bezirksamt Miesbach und wurde dort Regierungsrat. In den Wirren der Münchner Räterepublik kam de Rudder vorübergehend in Haft, weil er sich weigerte, zurückzutreten. Wegen seines angegriffenen Gesundheitszustandes wurde er bald freigelassen. Zum 1. April 1920 wurde er als Bezirksoberamtmann übergeleitet und zum Oberregierungsrat ernannt. De Rudder starb im Amt.
Er war Ehrenbürger von Miesbach und der Vater des Pädiaters und Hochschullehrers Bernhard de Rudder.